# 2N3055

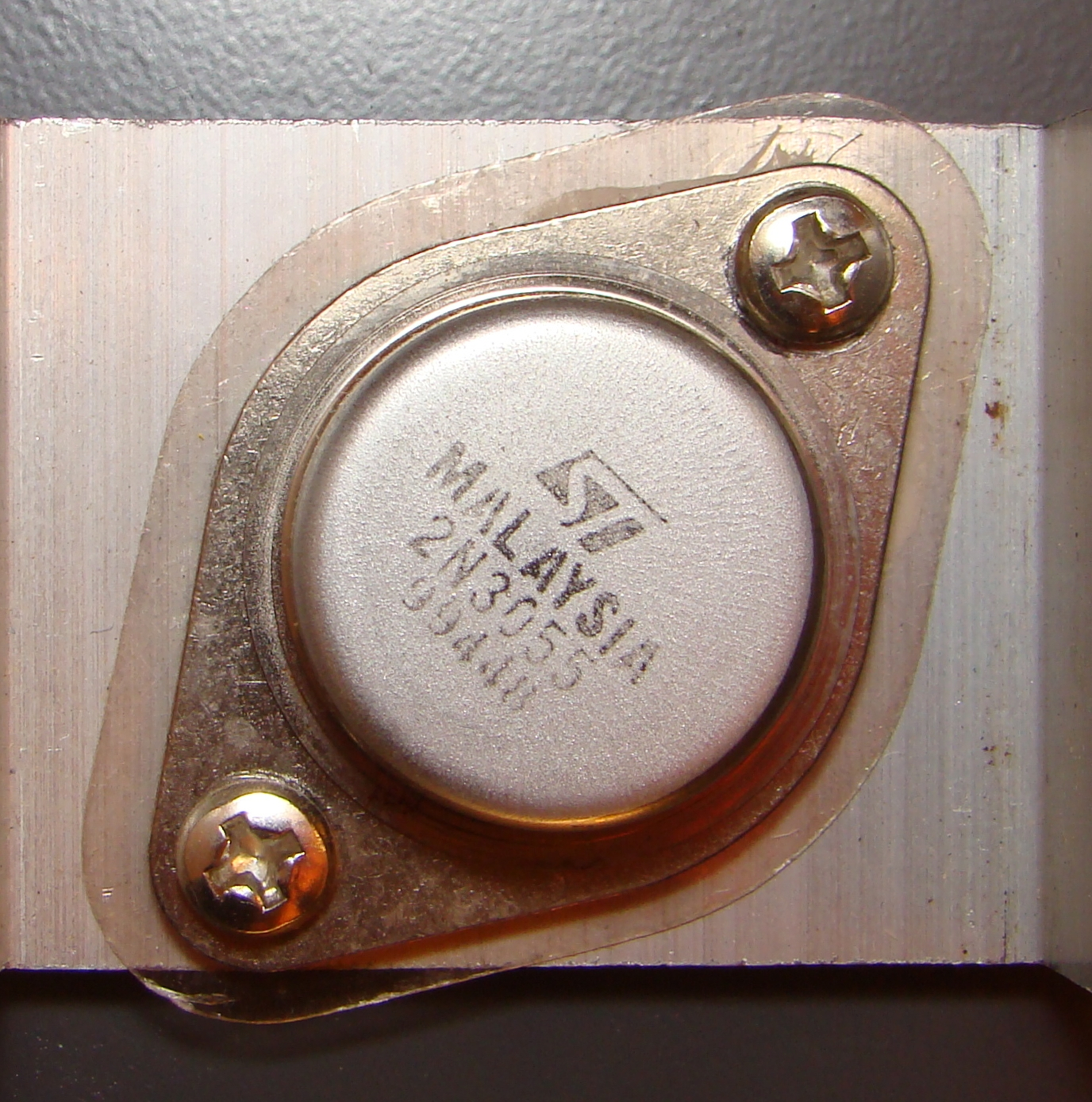
Transistor 2N3055 montato su un dissipatore di calore di alluminio.

La sigla 2N3055 indica un transistor NPN progettato per usi generici in applicazioni con alta corrente e media potenza, circuiti di amplificazione e commutazione.
In package TO-3, può dissipare 115 watt di potenza; le caratteristiche elettriche primarie: 60 volt, 15 ampere, guadagno (Beta) da 20 a 70.
Ha avuto un largo utilizzo nel pilotaggio del trasformatore del circuito di deflessione dei televisori in bianco e nero, è stato impiegato da molti costruttori di apparecchi Hi-Fi e musicali per gli stadi finali di amplificazione, i radioamatori lo hanno anche usato come amplificatore a radiofrequenza in onde medie, e naturalmente anche come regolatore di tensione in alimentatori generici, per i quali era inizialmente nato.
Gli stessi parametri di base li possiede un altro transistor di minore potenza, il 2N3054. Il dispositivo complementare, ovvero con le stesse caratteristiche ma di polarità opposta (PNP), porta la sigla MJ2955.
Messo in commercio dalla RCA nel 1964 ed utilizzante inizialmente la tecnologia di fabbricazione a singola diffusione "Hometaxial Base", dato il suo vasto mercato è stato prodotto da quasi tutte le aziende di semiconduttori, l'unica a non produrlo è stata l'europea Philips, preferendo progettare un proprio dispositivo con caratteristiche equivalenti, siglandolo BD181.
Il suo chip è stato montato su contenitore plastico TO-247 inizialmente dalla Texas Instruments a nome TIP3055 e TIP35 e con dissipazione massima limitata a 90 W (altri in seguito hanno prodotto lo stesso modello incapsulato in una variante simile, il TO-218) ed è stata prodotta anche una versione a dissipazione ridotta (70 W) dovuta alle piccole dimensioni del contenitore TO-126 che lo ha ospitato, l'MJE3055.